# Алода
Ало̀да (на гръцки: Αλόδα; на турски: Atlılar) е село в Кипър, окръг Фамагуста. Според статистическата служба на Северен Кипър през 2011 г. селото има 46 жители.
Де факто е под контрола на непризнатата Севернокипърска турска република.